# Atlantis, terre engloutie

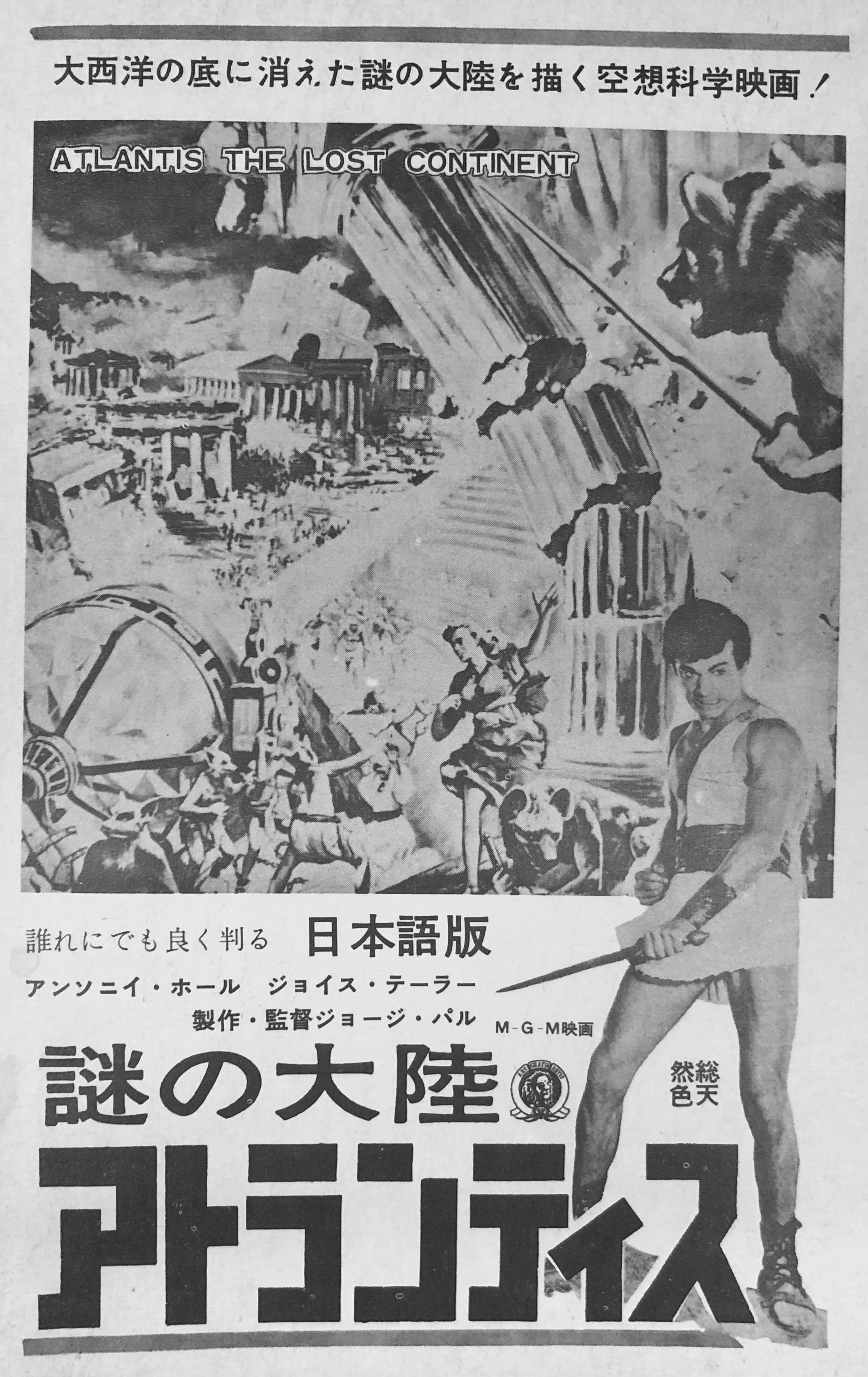
Image promotionnelle de Atlantis, terre engloutie, dans un numéro de Juillet 1961 de S-FMagazine (un magazine japonais).
Il est écrit: "Affiche pour Le mystérieux continent de l'Atlantide. Publiée à l'origine dans le numéro de juillet 1961 de S-F Magazine."

Atlantis, terre engloutie (Atlantis the Lost Continent) est un film réalisé par George Pal sorti en 1961. Il s'agit d'un péplum inspiré du mythe de l'Atlantide, comportant des éléments de science-fiction.

## Synopsis
Dans la Grèce antique, Démétrios, un jeune pêcheur et Petros, son père, recueillent la princesse Antilla, dérivant sur un radeau. Démétrios la suit au Royaume d'Atlantis, mais il est emprisonné et mis en esclavage par Zaren, le premier ministre. Pour regagner sa liberté, il devra subir l'épreuve du feu et de l'eau...

## Fiche technique
- Titre original : Atlantis the Lost Continent
- Titre français : Atlantis, terre engloutie
- Réalisation : George Pal
- Scénario : Daniel Mainwaring, d’après la pièce de théâtre de Gerald Hargreaves
- Images : Harold E. Wellman
- Montage : Ben Lewis
- Décors : George C. Davis et William Ferrari
- Producteur : George Pal
- Musique : Russell Garcia
- Distribution : Metro Goldwyn Mayer
- Genre : Peplum, science-fiction
- Format : couleurs (Metrocolor)
- Durée : 91 minutes
- Pays d’origine : États-Unis, Galaxy productions
- Date de sortie :
  - États-Unis : 29 novembre 1961

## Distribution
- Anthony Hall (VF : Michel Cogoni) : Demetrios
- Joyce Taylor (VF : Maria Tamar) : Princesse Antillia
- John Dall (VF : Jacques Thebault) : Zaren
- Frank DeKova (VF : Michel Gudin) : Sonoy l’astrologue
- Berry Kroeger (VF : Jacques Dynam) : Chirurgien
- Jay Novello (VF : Henri Nassiet) : Xandros esclave grec
- Wolfe Barzell (VF : Henri Crémieux) : Petros, père de Demetrios
- Edward Platt : Azor
- Edgar Stehli (VF : Teddy Bilis) : Roi Kronas
- William Smith  : Capitaine des gardes
- Robert Maffei: Andes le géant
- Guy Prescott (VF : Lucien Bryonne) : Le Cartographe
- Narration : Jean-Claude Michel

## Autour du film
Les scènes de foule proviennent du film Quo Vadis (1951) de Mervyn LeRoy avec Robert Taylor et Deborah Kerr.